# مک‌دید (آلاباما)
مک‌دید (به انگلیسی: McDade) یک منطقهٔ مسکونی در ایالات متحده آمریکا است که در شهرستان مونتگومری، آلاباما واقع شده‌است. مک‌دید ۷۵٫۹ متر بالاتر از سطح دریا قرار دارد.